# Златко Балокович
Златко Балокович (хорв. Zlatko Baloković; 31 березня 1895, Загреб — 29 березня 1965, Венеція) — хорватський скрипаль.
Учень Вацлава Хумла (Загреб) і О. Шевчика (Відень). З 1913 року гастролював у багатьох європейських країнах (у тому числі у Росії у 1913 році) і у США, куди переселився у 1924 році. Виступав у СРСР у 1935 році. Іван Крижановський присвятив Балоковичу свій концерт для скрипки з оркестром (1913).